# Château des Quatre-Fils-Aymon
Le château des Quatre-Fils-Aymon est un ancien château fort, du XIIIe siècle, dont les vestiges se dressent sur la commune française de Cubzac-les-Ponts dans le département de la Gironde, en région Nouvelle-Aquitaine.
Les ruines du château font l'objet d'une inscription au titre des monuments historiques.

## Localisation
Les vestiges du château des Quatre-Fils-Aymon sont situés sur une hauteur rocheuse d'environ 280 m de diamètre, en plein centre bourg, sur la commune de Cubzac-les-Ponts, dans le département français de la Gironde. Le château commandait le trafic fluvial au débouché de la Dordogne sur la Gironde et la route du nord donnant accès à Bordeaux proche, capitale de l'Aquitaine.

## Historique
La porte d’entrée de la forteresse est flanquée des restes de deux tours. Mais ces quelques pierres sont extraordinairement chargées d’histoire et de légende. Cependant, ce château dont témoignent ces modestes vestiges, n’est pas celui des quatre fils Aymon qui vécurent, peut-être, au temps de Charlemagne.
L'étude historique et archéologique détaillée consacrée au site de Cubzac, ainsi qu'à l'histoire de la seigneurie éponyme, (située entre Bourg-sur-Gironde et Libourne) , a démontré que les actuelles ruines, se trouvant sur un oppidum gaulois, sont seulement celles de la porte principale et remontent à un édifice fortifié construit en 1249 par Simon V de Montfort. Il est vrai que le récit historique d'un moine anglais (Matthieu Paris) indique qu'un peu avant cela, en 1206, Jean Sans Terre, le roi d’Angleterre (dernier fils d’Aliénor d’Aquitaine) se serait vengé du roi de France Philippe Auguste (qui l’a fait accuser de forfaiture et déchu de ses fiefs) en se livrant des exactions diverses, aurait pris d’assaut le château de Cubzac et l'aurait détruit. Mais tout indique que, en réalité, ce ne fut pas le cas, d'une part parce que rien n'atteste (historiquement ou archéologiquement) qu'il existait un château sur le site avant 1249, et d'autre part parce que Cubzac était, en 1206, déjà une possession anglaise et rend cette hypothèse d'un supposé château anglais prétendument attaqué par le roi anglais, très improbable.
Les premiers textes prouvent que, dès 1249, Cubzac était le siège de la seigneurie du Cubzaguais, attribuée par le roi d'Angleterre à Simon de Montfort, comte de Leicester (fils du terrible et sanglant vainqueur de la croisade des Albigeois), qui  avait fait construire pour son roi une forteresse réputée imprenable. Réputée comme telle parce que son plan, à l'époque était novateur : c'était celui d'une bastide, c'est-à-dire d'un projet de mise en valeur territorial précis qui accompagnait l'édifice fortifié. Il n'en reste aujourd'hui que les ruines de la monumentale porte d'entrée.
Dès 1250, Cubzac fut attaqué par les barons gascons révoltés contre Simon de Montfort, l'entrée en fut probablement abîmée et l'ensemble fut restauré aux XIIe et XIIIe siècles, ce qui expliquerait la non-symétrie des deux tours, très atypique dans ce type d'architecture.
Le plan de Cubzac, restitué pour la première fois dans son ensemble, témoigne de l'existence d'une bastide et suggère qu'il était alors l'une des premières construites par les Anglais en Aquitaine ; mais sa gestion a été contrariée par plusieurs facteurs, et ce fut une tentative de développement territorial qui échoua, au profit de la plus ancienne et toute voisine petite ville de Saint-André-de-Cubzac dont le plan en sauveté, suggère un autre type de projet de développement, plus ouvert, comme en témoignaient les marchés qui assuraient son développement économique, voire démographique.
Après la victoire de Castillon, en 1453, toutes les possessions anglaises, y compris Cubzac, reviennent dans le giron français. À demi saccagé, Cubzac servit encore de résidence seigneuriale, jusqu’au déménagement de la seigneurie au Bouilh. Par la suite, il servit de carrière de pierres aux habitants locaux.
La tradition locale raconte que Cubzac aurait été bâti sur l’emplacement d’un édifice plus ancien, datant de l’époque carolingienne, dont il ne reste rien. Il n'y a de cela aucune preuve archéologique. Selon la Légende des « Quatre fils Aymon », les fils d’un duc franc, Allard, Renaud, Guichard et Richard avec l’aide de l’enchanteur Maugis et du merveilleux cheval Bayard (qui pouvait les porter tous les quatre sur son dos) étaient en guerre ouverte de rébellion contre Charlemagne. Leur allié local, Huon de Bordeaux, qu’ils avaient aidé dans son combat contre les Sarrasins, leur accorda le droit de construire un château sur un petit mont, non loin d'un confluent de deux rivières. Selon l'interprétation de l'une des plus célèbres chansons de gestes Renaud de Montauban, Montauban serait le nom carolingien d'un piton rocheux (monta alba) que nombre d'érudits locaux ont identifié au « plateau des Quatre Fils Aymon », où se trouvent les actuelles ruines du cubzaguais. La vieille épopée médiévale nous décrit la construction d'un château avec du « mortier de première qualité » et une « tour de marbre face au vent dominant ». D'autres lieux revendiquent l’honneur d’avoir abrité le château de « Mautauban » entouré de sa « forêt d’Ardenne »…  Les noms prêtent à confusion. Le texte de la chanson de geste semble sans équivoque : tout cela se passe au-dessus de la Gironde, « au confluent des deux fleuves », mais certains y décèlent, parmi plusieurs hypothèses, le tertre de Fronsac que l'on sait déjà, avec des éléments plus sûrs, avoir été occupé sous Charlemagne.

## Description
Il ne subsiste que des fragments de la vaste enceinte maçonnée et le châtelet d'entrée avec ses deux tours.

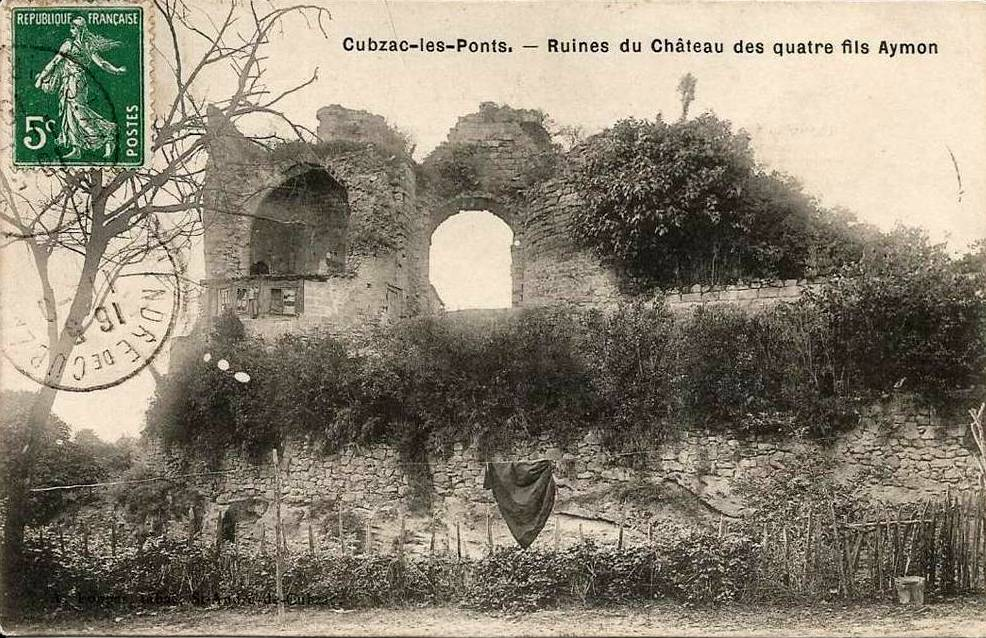
Ruines du château des quatre fils Aymon.
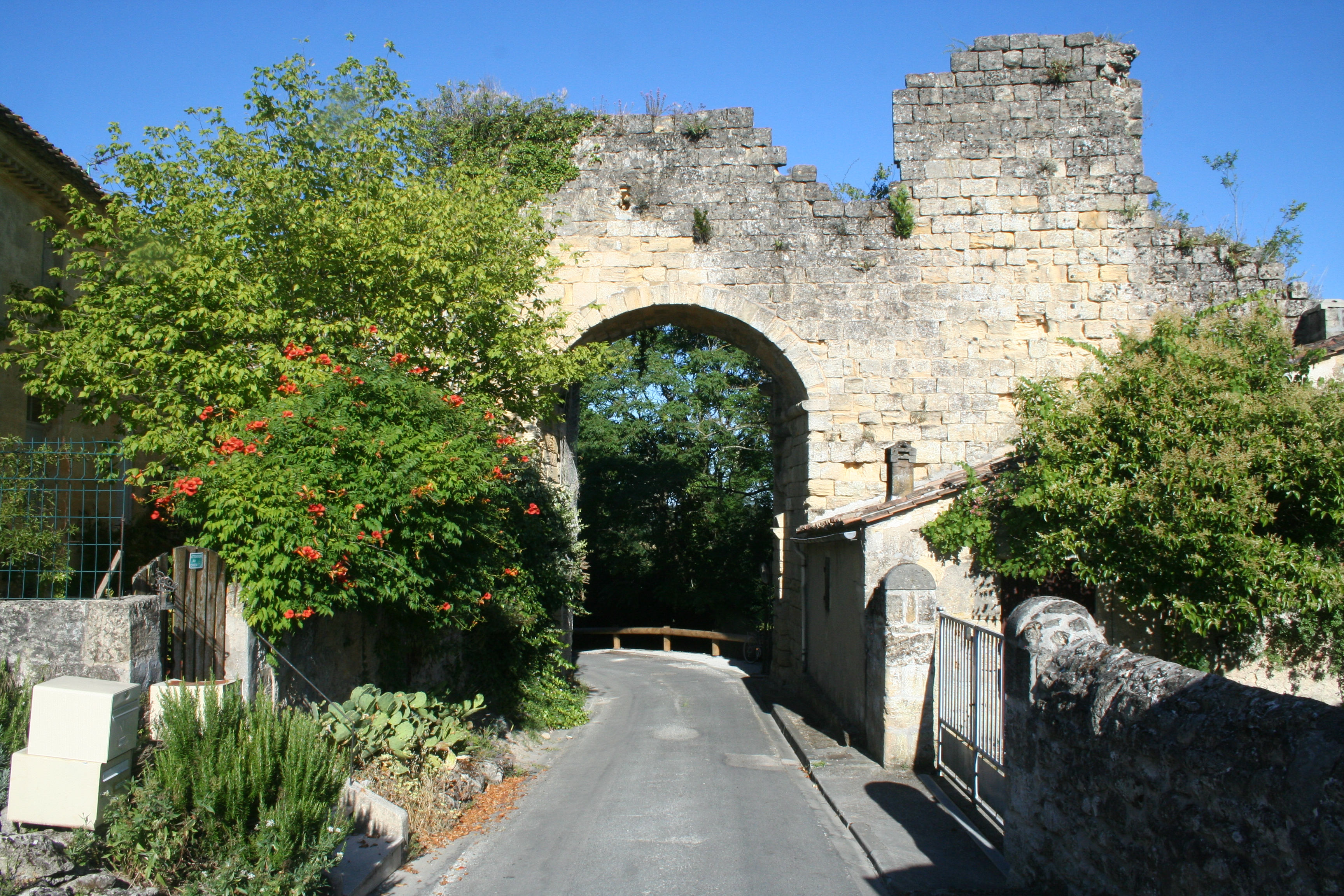
Les restes du château des quatre fils Aymon.
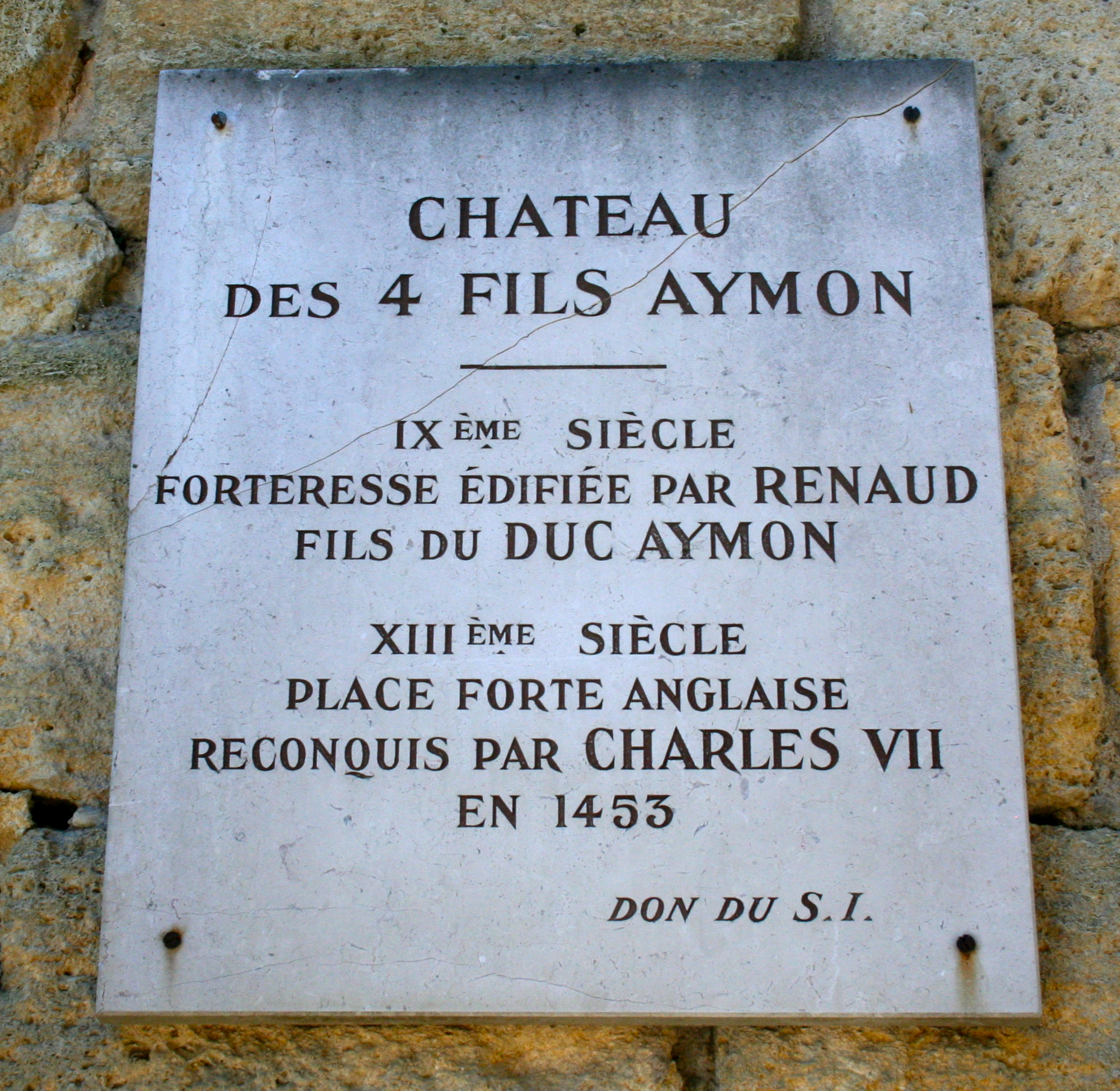
Plaque commémorative du château.

## Protection aux monuments historiques
Les ruines du château des Quatre-Fils-Aymon sont inscrites par arrêté du 31 août 1938.